# ۳سی ۲۷۳
۳سی ۲۷۳(به انگلیسی: ۳C ۲۷۳) یک اختروش در صورت فلکی دوشیزه است. این اختروش اولین اختروش شناخته شده‌است.
به لحاظ درخشانی ظاهری درخشان‌ترین اختروش است (با قدر ظاهری ~12٫9), و یکی از نزدیکترین اختروش‌ها به خطر داشتن انتقال به سرخ, z= 0٫158 است. و درخشندگی آن DL = ۷۴۹ مگاپارسک (۲٫۴ گیگا سال نوری) که از z بدست می‌آید. یکی از درخشانترین اختروش‌هاست، پ قدر مطلق (ستاره‌شناسی) آن −26٫7، نشان می‌دهد اگر جای راس پیکر پسین (~10 پارسک) بود. قدر ظاهری به اندازه خورشید می‌شد. جرم آن 886 ± 187 میلیون برابر جرم خورشید است.